# Granice (Szerzawy)
Granice – część wsi Szerzawy w Polsce, położona w województwie świętokrzyskim, w powiecie starachowickim, w gminie Pawłów.
W latach 1975–1998 Granice administracyjnie należały do województwa kieleckiego.